# アンナ・マリア・ストラーダ

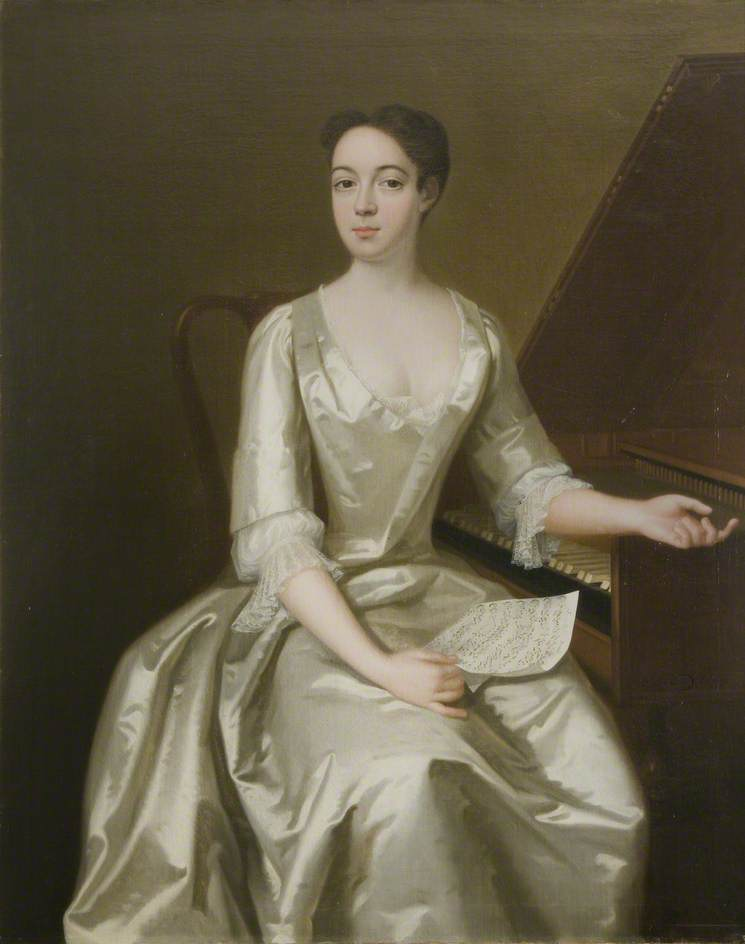
ストラーダの肖像（1732年ごろ）

アンナ・マリア・ストラーダ・デル・ポ（Anna Maria Strada del Pò、1703年? - 1775年12月10日）は、18世紀イタリアのソプラノ歌手。特に1729年から1737年の長期にわたってロンドンでヘンデル作品のプリマ・ドンナをつとめたことで知られる。

## 生涯
アンナ・マリア・ストラーダはベルガモに生まれた。1720年から翌年にかけてヴェネツィアでヴィヴァルディの『試練の中の真実』 (La verità in cimento) をはじめとする4曲のオペラで歌った。その後ミラノ、リヴォルノ、ルッカを経て、ナポリのサン・バルトロメオ劇場で1724年から1726年にかけて歌った。1725年秋に当時のナポリの劇場支配人であったアウレリオ・デル・ポと結婚した。アウレリオ・デル・ポがストラーダに2000ドゥカートの借金があり、その返礼として結婚したと言われる。
1728年、ロンドンではオペラ興業会社の王立音楽アカデミーが倒産し、契約していた歌手たちはイギリスを離れてしまった。ヘンデルはアカデミーを再建するためにイタリアを訪れて新しい歌手を探した。このときアンナ・マリア・ストラーダはヘンデルと契約し、1729年から1737年までのほとんどのヘンデル作品でプリマ・ドンナとして歌った。1729年にデビューしたストラーダの声は好評だったが、容貌は批判された。
ストラーダの歌ったオペラは『ロターリオ』（1729年）、『パルテノーペ』（1730年）、『エツィオ』『ソザルメ』（ともに1732年）、『オルランド』（1733年）、『クレタのアリアンナ』（1734年）、『アリオダンテ』『アルチーナ』（ともに1735年）、『アタランタ』（1736年）、『アルミーニオ』『ジュスティーノ』『ベレニーチェ』（いずれも1737年）の諸新作のほか、旧作の再演やパスティッチョが含まれる。ストラーダは当時としては珍しくハイCが出せる歌手だった。
イタリアオペラに限らず、1732年から始まった英語のオラトリオや頌歌の公演でも歌った。彼女が歌った作品には『エステル』（1732年、エステル役）、『エイシスとガラテア』（1732年、ガラテア役。ただしこの時の公演では英語とイタリア語の混在作品だった）、『デボラ』（1733年、デボラ役）、『アタリア』（1733年、ヨシェバ役）、『パルナッソ山の祭礼』（1734年）、『アレクサンダーの饗宴』（1736年）などがある。
1733年に貴族オペラが結成されるとヘンデルの主要歌手のほとんどが貴族オペラに移ったが、ストラーダはヘンデルの元に残った。
ストラーダは渡英以来ずっとヘンデルに忠実だったが、1737年にヘンデルが病気で倒れた後は歌わず、1738年6月にイギリスを去った。1738-39年のシーズンにナポリでセネジーノとともに歌った記録がある。その後は主にナポリのサン・カルロ劇場で歌っているが、ほかにトリノとヴィチェンツァでも歌った。
1741年に引退し、夫とともにナポリに住んだ。1775年にナポリで没した。